# Honda S800
El Honda S800 fue un automóvil deportivo fabricado entre 1966 y 1970 por el fabricante japonés Honda. Fue presentado en el Salón del Automóvil de Tokio de 1965, y reemplazó al exitoso Honda S600 como imagen de la empresa.
Al igual que el S600, estaba disponible con carrocería coupé y roadster, y prosiguió con los avances tecnológicos de sus predecesores. Equipaba un motor de 791 cm³, de cuatro cilindros en línea que producía 70 CV a 8000 rpm, impulsando al vehículo hasta los 160 km/h y permitiendo un consumo de 6,7 litros cada 100 km.
Los primeros ejemplares usaban la transmisión por cadena y la suspensión independiente trasera como su predecesor, pero después de 752 roadsters y 242 cupés fabricados, se cambió a un eje basculante y una barra Panhard. Se ensamblaron 604 roadsters y 69 cupés con esa configuración, hasta que unos frenos de disco reemplazaran los tambores delanteros.
En 1968, el S800M se presentó con intermitentes laterales y manecillas modificadas, doble circuito de frenos, nuevo sistema de carburación y cristal de seguridad. Estos cambios fueron hechos para el mercado estadounidense, pero nunca se importó oficialmente el coche. Tras 11.536 S800 producidos, se cesó su producción en mayo de 1970. Durante casi treinta años fue el último Honda descapotable producido, hasta la aparición del S2000.

## Apariciones en multimedia
El Honda S800 apareció en el juego Gran Turismo 4, Gran Turismo Sport, Forza Motorsport 7, Forza Horizon 3 y Forza Horizon 4

## Imágenes

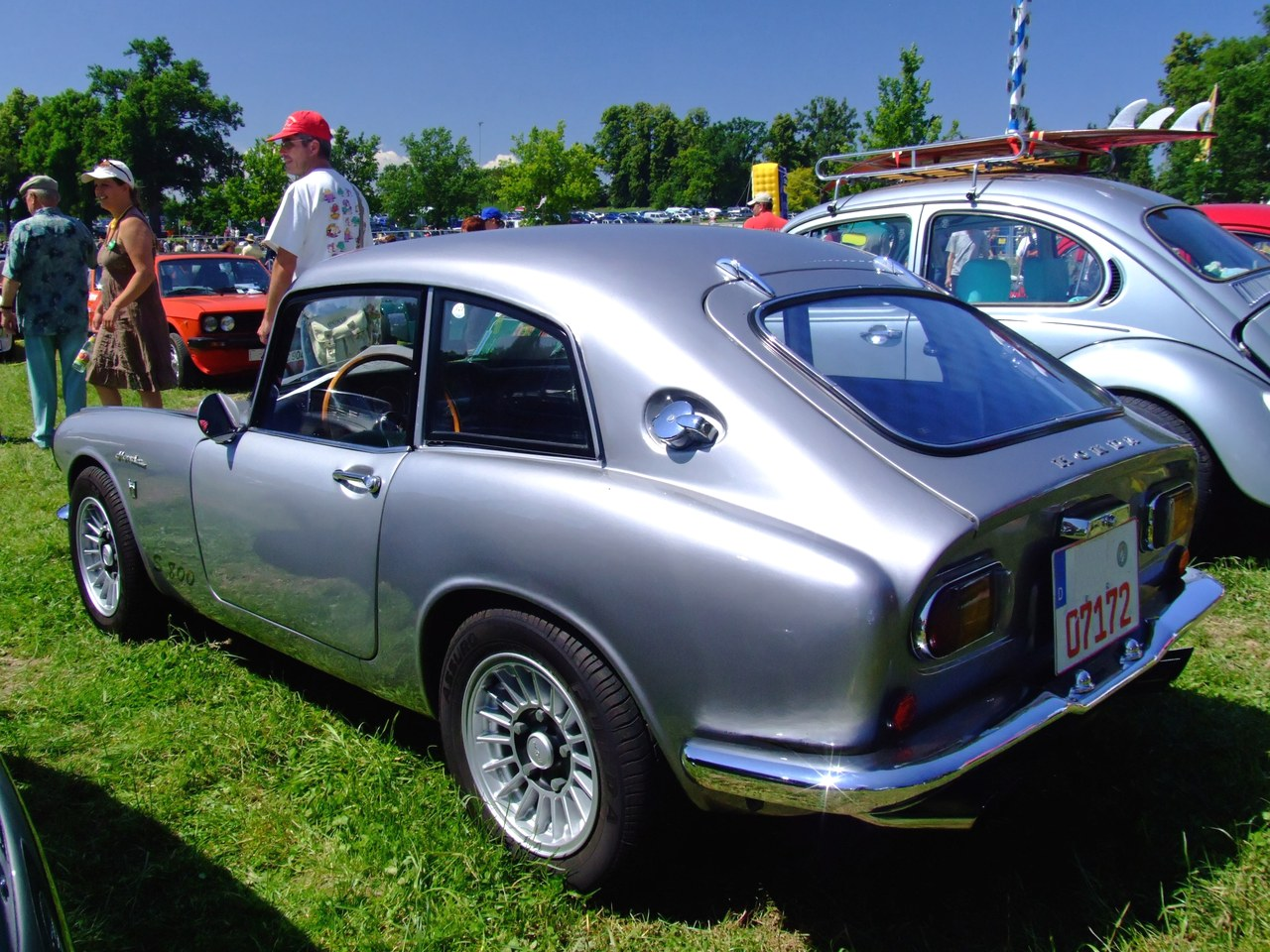
Vista posterior de un S800.
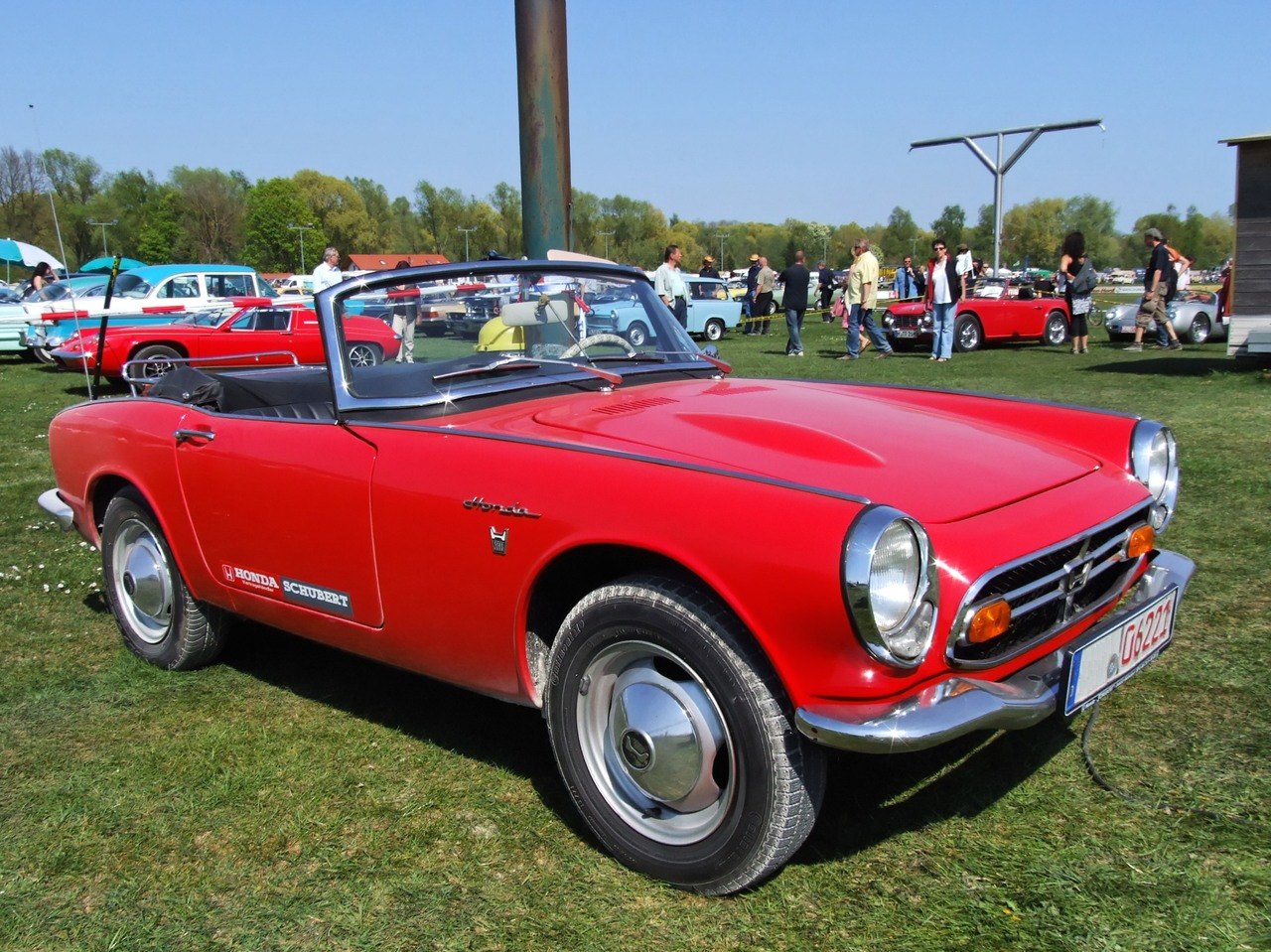
Honda S800 Cabrio
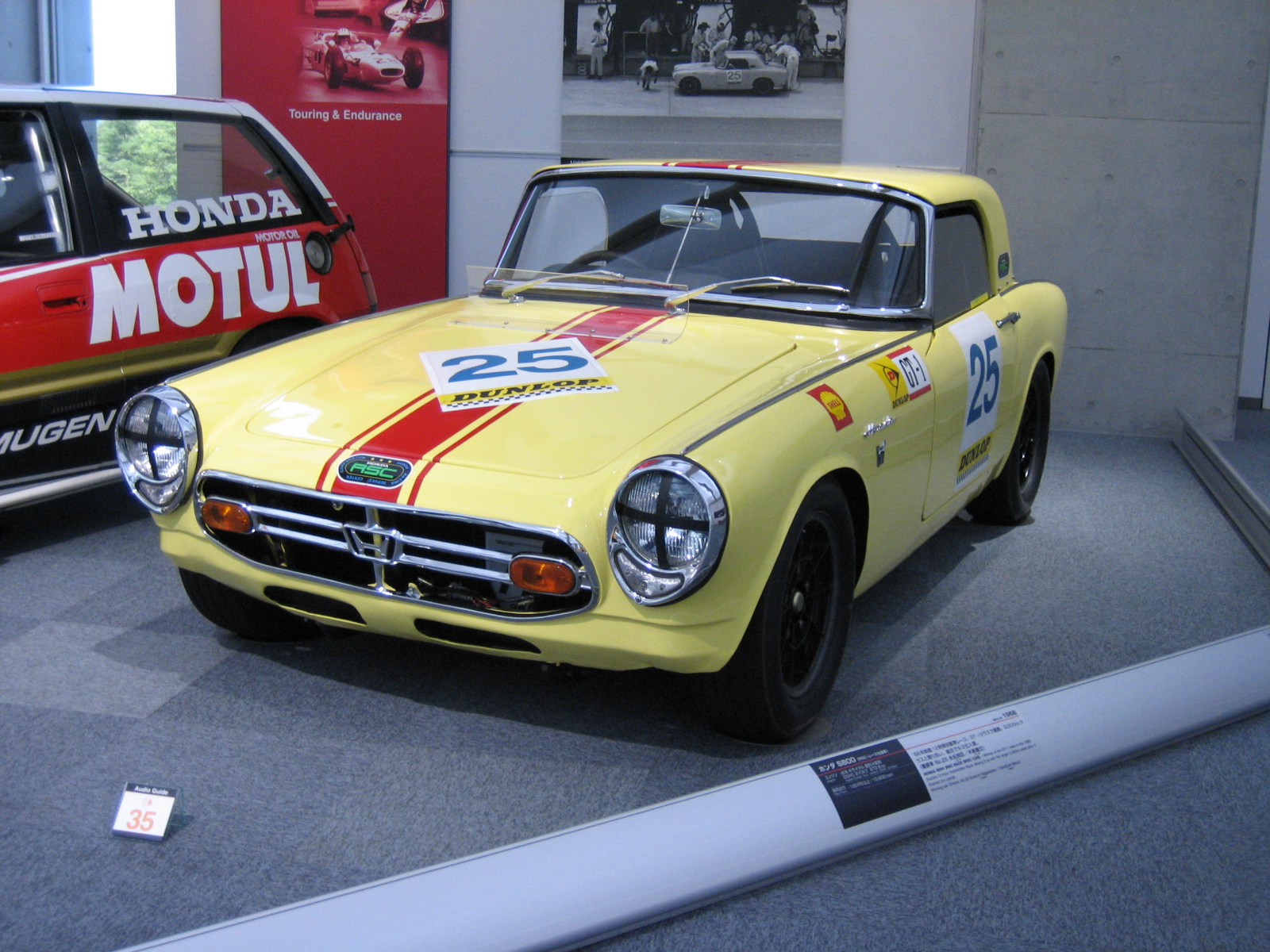
Honda S800 de competición.